# Meliš György
Meliš György (Juraj Meliš; Érsekújvár, 1942. július 13. – Szakolca, 2016. november 22.) szobrász.

## Élete
Tanulmányait a pozsonyi Képzőművészeti Főiskolán folytatta. 1973-1993 között óraadó tanár volt a Színművészeti Főiskolán, 1990-től pedig a Képzőművészeti Főiskolán oktatott. 1991-től docens, majd 1992-ben professzorrá nyilvánították. 1992-2002 között a Képzőművészeti Főiskola Szobrászati Tanszékének vezetője volt.
Mestere volt Jozef Kostka. Szabad szobrászattal és monumentális művek, rajzok, grafikák alkotásával foglalkozott. A Gerulata művészeti egyesület alapítói közé tartozott. Szobrászként több film elkészítésében is részt vállalt. 1970-től számos kiállításon vett részt.
Alkotásai számos neves galéria gyűjteményében megtalálhatóak, többek között Brazíliában, Csehországban, Franciaországban, Hollandiában, Magyarországon, Mexikóban, Németországban, Szlovákiában és az Amerikai Egyesült Államokban.

## Elismerései
- 1997 Érsekújvár díszpolgára

## Alkotásai

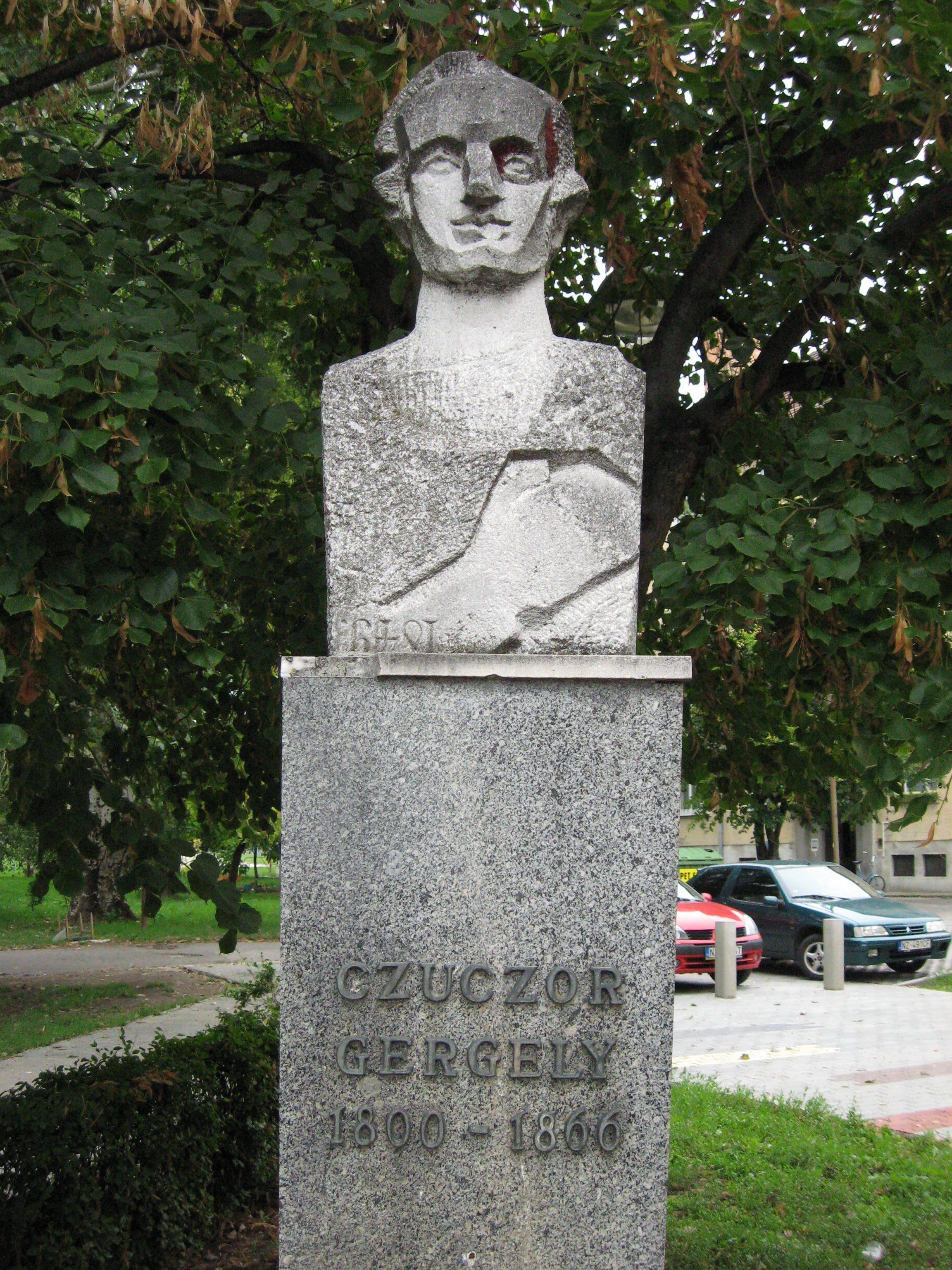
Czuczor Gergely, Érsekújvár 1966
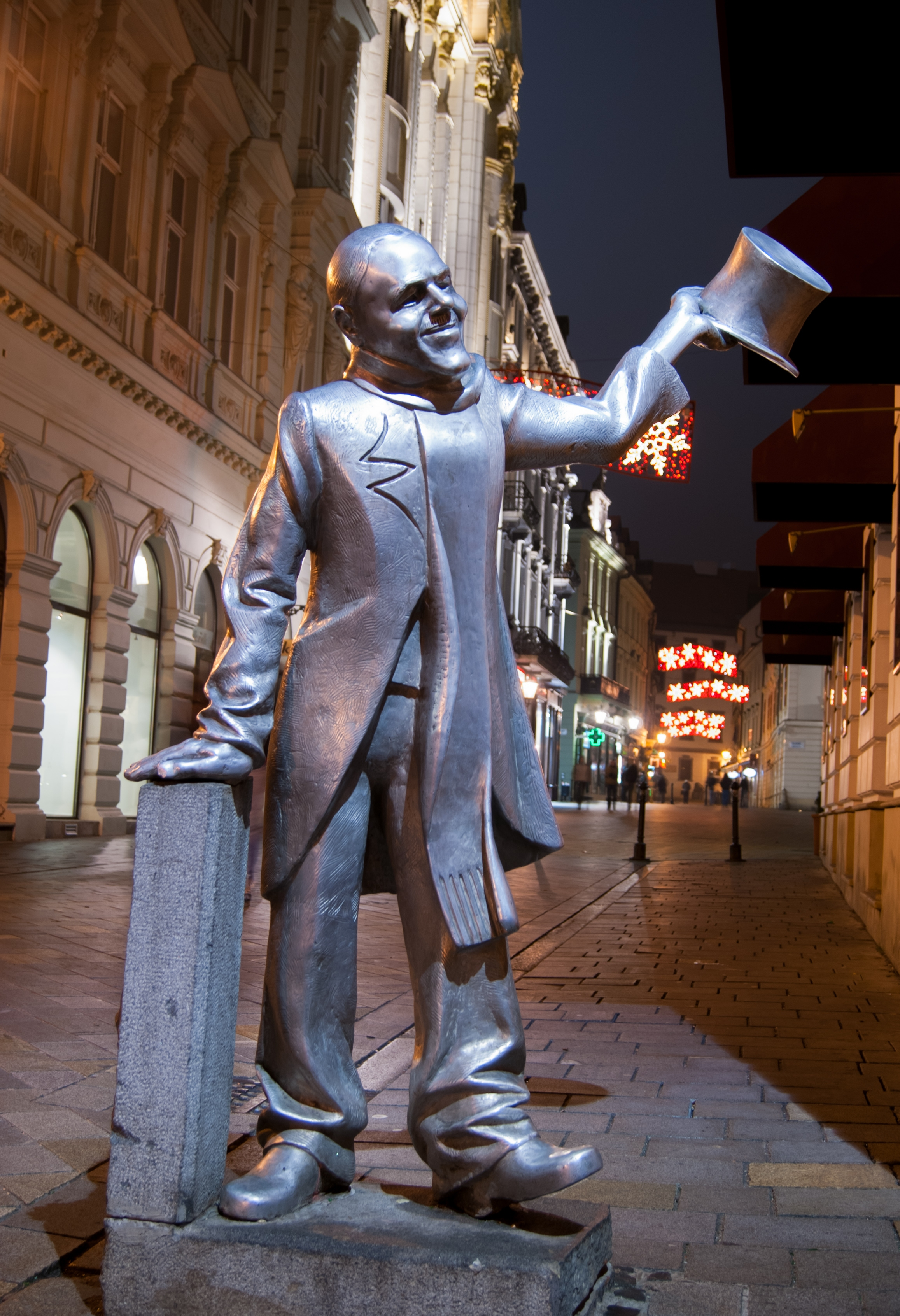
Schöne Náci
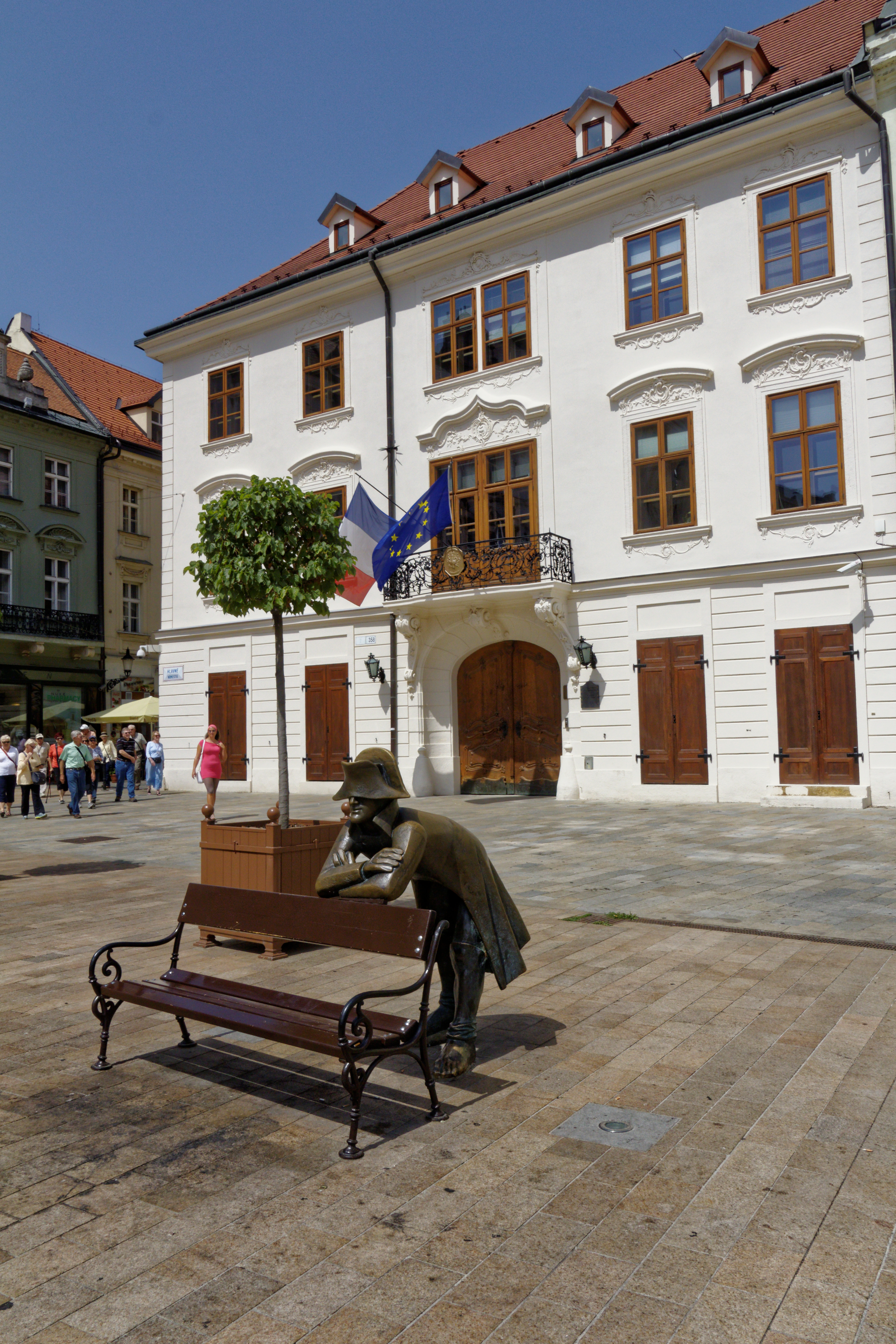
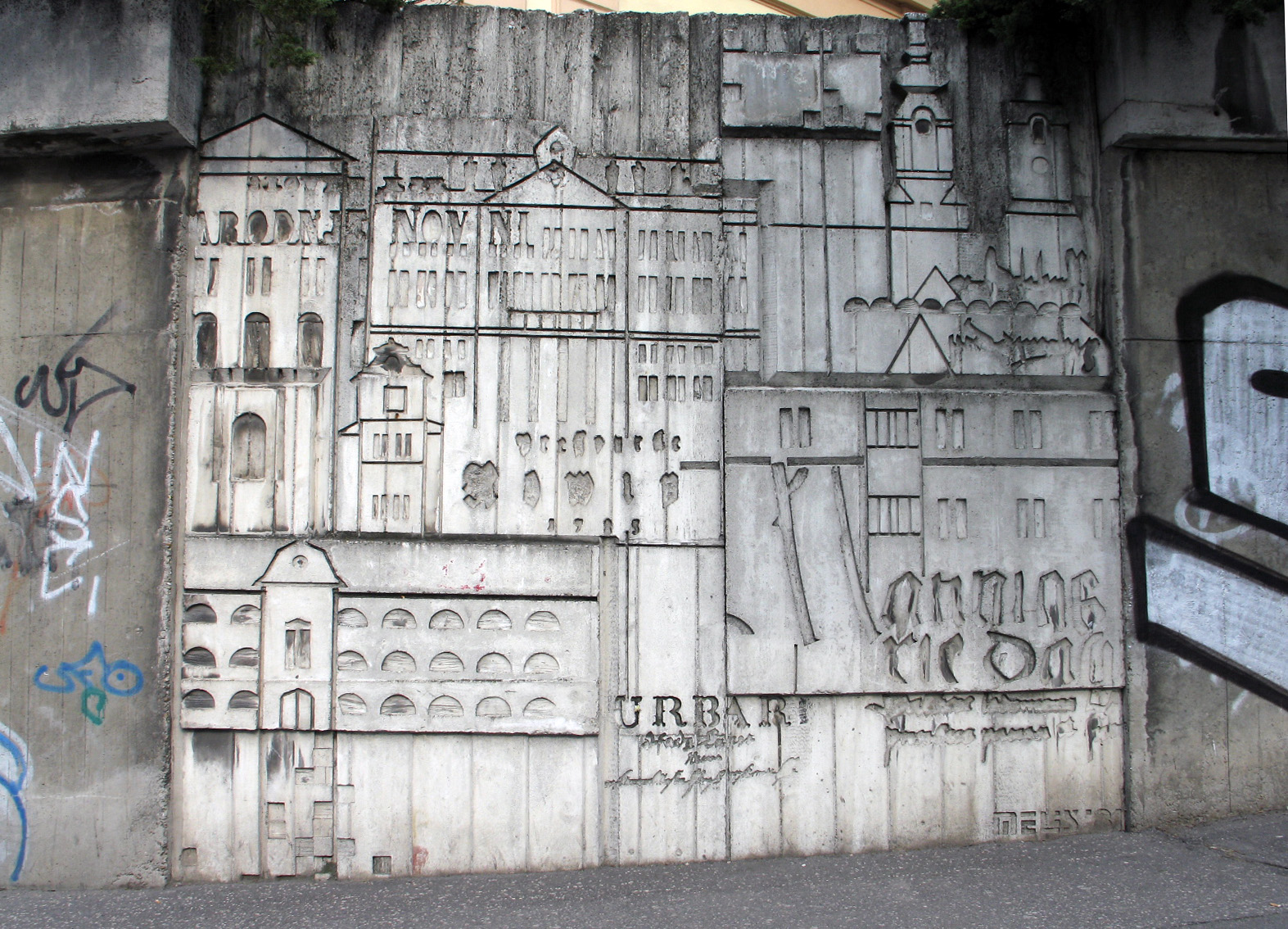
Beton dombormű, Pozsony
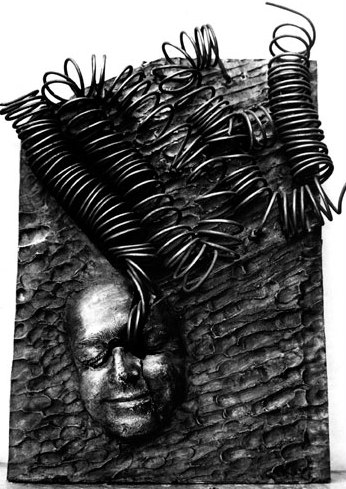
terracotta, 1985
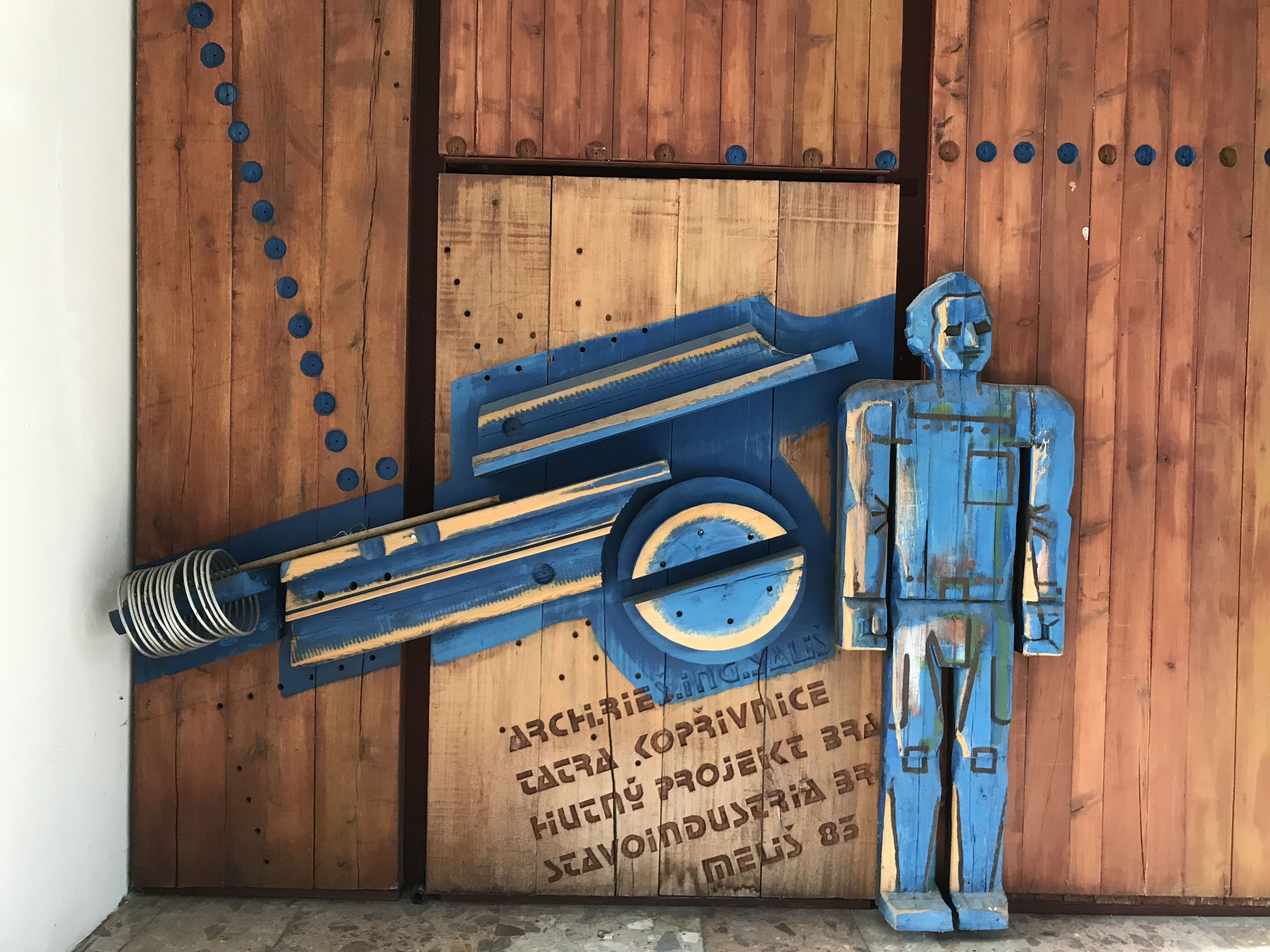
Bán

Számos műve található többek között a pozsonyi Szlovák Nemzeti Galériában, Pozsony Város Galériájában, az érsekújvári, kassai, besztercebányai, hágai, prágai, szenicei, tucsoni és zsolnai galériákban.
- Napoleon katonája, Pozsony
- Schöne Náci, Pozsony
- Győzelem szoborcsoport, 1966-2005 Érsekújvár